# Reynald Temarii
Reynald Temarii (2 de febrero de 1967) es un francés nacido en la Polinesia Francesa, se desempeñó como futbolista y desde su retiro se ha dedicado a la política, llegando a ser el presidente de la Confederación de Fútbol de Oceanía.

## Biografía
Comenzó su carrera futbolística en el AS Jeunes Tahitiens, donde consiguió un título de la Primera División de Tahití en 1987. Partió a Francia para continuar su carrera futbolística en el FC Nantes entre 1988 y 1990. Regresó a la Polinesia Francesa a comienzos de los 90', donde jugó en el AS Vénus y el AS Pirae, obteniendo con ambos equipos el título de la máxima categoría tahitiana. En 1995, fue el capitán del seleccionado de Tahití que obtuvo la medalla dorada en los Juegos del Pacífico Sur 1995.
Entre 1997 y 2004 fue ministro de deportes jóvenes en el gobierno tahitiano, antes de ser elegido presidente de la Confederación de Fútbol de Oceanía. Fue reelegido en 2007, siendo también seleccionado como vicepresidente de la FIFA.
Como miembro del comité ejecutivo de la FIFA, Temarii poseía uno de los 57 votos en la elección de la sede del Mundial de Fútbol. En las votaciones para elegir la sede de las ediciones de 2018 y 2022, se dijo en el Sunday Times que Temarii había dicho que su voto había sido influenciado por la construcción de una academia de fútbol en su país. Reynald negó las acusaciones, diciendo que habían tomado sus comentarios fuera de contexto. Fue suspendido de la FIFA, mientras las investigaciones contra su persona eran llevadas a cabo, y destituido de su cargo en la OFC, siendo remplazado por David Chung.